# 德阳市
德阳市是中华人民共和国四川省下辖的地级市，位于四川省中部。市境西南邻成都市，东南达资阳市、遂宁市，东北临绵阳市，西北界阿坝州。地处四川盆地西北部，西北部为龙门山区，中南部为成都平原，东部为川中丘陵区。绵远河自西北往东南流经城区，于南部与石亭江、鸭子河汇合，后段称沱江，东南部有凯江、郪江等涪江支流。全市总面积5,911平方公里，人口346.1万，市人民政府驻旌阳区。德阳是全省重要的工业城市，以重型机械与磷矿工业为核心产业。著名的三星堆遗址于广汉市出土，为古蜀国的重要遗迹，现为全国重点文物保护单位。

## 历史
先秦前为古蜀国地。秦惠文王九年（前316年），秦灭蜀国建蜀郡，今境属之。西汉高帝六年（前201年）分巴郡、蜀郡置广汉郡，治雒县乘乡（治今旌阳区孝泉镇），属益州；又置雒县（治今广汉市北外镇）、绵竹县（治今旌阳区北）、什方县（治今什邡市），皆属广汉郡。东汉雒县为广汉郡治，兼为益州治。三国蜀汉分绵竹县置阳泉县（治今旌阳区孝泉镇），又置五城县（治今中江县），皆属广汉郡。延熙年间分广汉郡置东广汉郡，五城县改属之。
东晋置万安县（治今罗江区）。隆安二年（398年）置晋熙县（治今绵竹市），又于县置晋熙郡。南朝宋改五城县为伍城县。南朝梁万安县更名潺亭县。西魏潺亭县复名万安县，并于县置万安郡。北周置玄武郡，治伍城县；省晋熙县、绵竹县。闵帝时什方县更名方亭县，武帝时省方亭县入雒县。
隋开皇元年（581年）废晋熙郡，复置晋熙县；废广汉郡，雒县属益州；废玄武郡，改伍城县为玄武县，属益州。开皇十八年（598年）晋熙县改名孝水县；雒县改名绵竹县，徙治今广汉市。仁寿初置凯州，玄武县为州治。大業二年（607年）废凯州；绵竹县复名雒县；孝水县改名绵竹县，属蜀郡。
唐武德三年（620年）析雒县置德阳县（治今旌阳区）；复置什邡县，属益州。调露元年（679年）析郪县、飞鸟县置铜山县（治今中江县广福镇），与玄武县同属梓州。垂拱二年（686年）于雒县置汉州，并划德阳、什邡、绵竹县来属。天宝元年（742年）改万安县为罗江县，属绵州。北宋大中祥符五年（1012年）改玄武县为中江县。
蒙古中统元年（1260年）省雒县入汉州。元至元八年（1271年）升德阳县置德州。至元十三年（1276年）德州复改德阳县。至元二十年（1283年）省铜山县入中江县，属潼川府。元末明玉珍大夏政权复置雒县。明洪武四年（1371年）复省雒县入汉州。洪武十年（1377年）省什邡县入绵竹县。洪武十三年（1380年）复置什邡县。清顺治十六年（1659年）并罗江县入德阳县。雍正五年（1727年）复置罗江县。乾隆三十五年（1770年）省罗江县入绵州，并移绵州治至。嘉庆六年（1801年）绵州还旧治，复置罗江县。
民国二年（1913年）裁府州留县，改汉州为广汉县，与德阳、绵竹、罗江、什邡等县划属川西道，次年改西川道；中江县划属川北道，次年改嘉陵道。民国十九年（1930年）废道制。民国二十四年（1935年）德阳、广汉、绵竹、罗江、什邡五县属四川省第十三行政督察区，中江县属第十二行政督察区。
中华人民共和国成立后，德阳、广汉、绵竹、罗江、什邡五县属川西行署区绵阳专区，中江县属川北行署区遂宁专区。1952年各专区由四川省直接领导，广汉、什邡二县改属温江专区。1958年中江县划归绵阳专区。1959年罗江县并入德阳县。1960年什邡县并入广汉县。1962年复置什邡县。1968年各专区改称地区。1983年3月3日，广汉、什邡二县划属成都市；8月18日，析德阳县城区街道、汉旺镇和旌阳、城区、八角井三个公社，设立地级德阳市，将绵阳地区的德阳、中江、绵竹三县和成都市的广汉、什邡两县划归德阳市管辖；9月12日，撤销德阳县并入德阳市，并设立市中区。1988年2月24日，撤销广汉县，设立县级广汉市。1995年10月27日，撤销什邡县，设立县级什邡市。1996年8月3日，撤销德阳市市中区，改设旌阳区和罗江县；同年10月8日，撤销绵竹县，设立县级绵竹市。2017年8月，国务院批复同意撤销罗江县，设立罗江区。

## 汶川大地震
2008年5月12日，四川省发生汶川大地震，最终引致德阳发生强烈灾难，造成17,114人死亡，73,972人受伤，566人失踪。

## 地理
属于长江上游沱江流域。东北接绵阳市，东南与遂宁、资阳两市交界，西南连成都市，西与阿坝州接壤。距省会成都50余公里，是成都旅游门户圈的重要组成部分。
德阳地形西高东低，西北部为山地，中部为平原，东南部为丘陵，属亚热带季风气候，四季分明，雨量充沛，年降雨量1000毫米左右，平均气温15.7－16.7℃。
| 德阳市气象数据（1981年至2010年） | 德阳市气象数据（1981年至2010年） | 德阳市气象数据（1981年至2010年） | 德阳市气象数据（1981年至2010年） | 德阳市气象数据（1981年至2010年） | 德阳市气象数据（1981年至2010年） | 德阳市气象数据（1981年至2010年） | 德阳市气象数据（1981年至2010年） | 德阳市气象数据（1981年至2010年） | 德阳市气象数据（1981年至2010年） | 德阳市气象数据（1981年至2010年） | 德阳市气象数据（1981年至2010年） | 德阳市气象数据（1981年至2010年） | 德阳市气象数据（1981年至2010年） |
| 月份                             | 1月                              | 2月                              | 3月                              | 4月                              | 5月                              | 6月                              | 7月                              | 8月                              | 9月                              | 10月                             | 11月                             | 12月                             | 全年                             |
| -------------------------------- | -------------------------------- | -------------------------------- | -------------------------------- | -------------------------------- | -------------------------------- | -------------------------------- | -------------------------------- | -------------------------------- | -------------------------------- | -------------------------------- | -------------------------------- | -------------------------------- | -------------------------------- |
| 历史最高温 °C（°F）              | 19.9 (67.8)                      | 22.7 (72.9)                      | 31.8 (89.2)                      | 33.4 (92.1)                      | 36.4 (97.5)                      | 36.3 (97.3)                      | 37.2 (99.0)                      | 37.6 (99.7)                      | 36.2 (97.2)                      | 30.5 (86.9)                      | 25.5 (77.9)                      | 18.5 (65.3)                      | 37.6 (99.7)                      |
| 平均高温 °C（°F）                | 9.5 (49.1)                       | 11.9 (53.4)                      | 16.5 (61.7)                      | 22.2 (72.0)                      | 26.9 (80.4)                      | 28.6 (83.5)                      | 30.2 (86.4)                      | 29.8 (85.6)                      | 25.8 (78.4)                      | 20.9 (69.6)                      | 16.2 (61.2)                      | 10.6 (51.1)                      | 20.8 (69.4)                      |
| 日均气温 °C（°F）                | 5.7 (42.3)                       | 8.0 (46.4)                       | 11.9 (53.4)                      | 17.1 (62.8)                      | 21.7 (71.1)                      | 24.3 (75.7)                      | 25.9 (78.6)                      | 25.3 (77.5)                      | 21.8 (71.2)                      | 17.2 (63.0)                      | 12.3 (54.1)                      | 7.0 (44.6)                       | 16.5 (61.7)                      |
| 平均低温 °C（°F）                | 2.8 (37.0)                       | 5.1 (41.2)                       | 8.5 (47.3)                       | 13.2 (55.8)                      | 17.7 (63.9)                      | 21.0 (69.8)                      | 22.6 (72.7)                      | 22.0 (71.6)                      | 19.1 (66.4)                      | 14.8 (58.6)                      | 9.6 (49.3)                       | 7.0 (44.6)                       | 13.6 (56.5)                      |
| 历史最低温 °C（°F）              | −4.6 (23.7)                      | −3.4 (25.9)                      | −2.3 (27.9)                      | 4.7 (40.5)                       | 7.5 (45.5)                       | 14.6 (58.3)                      | 16.8 (62.2)                      | 16.6 (61.9)                      | 13.0 (55.4)                      | 4.1 (39.4)                       | 0.0 (32.0)                       | −5.2 (22.6)                      | −5.2 (22.6)                      |
| 平均降水量 mm（）                | 7.1 (0.28)                       | 10.3 (0.41)                      | 17.9 (0.70)                      | 42.4 (1.67)                      | 73.2 (2.88)                      | 102.2 (4.02)                     | 203.8 (8.02)                     | 181.4 (7.14)                     | 127.5 (5.02)                     | 35.8 (1.41)                      | 10.7 (0.42)                      | 4.2 (0.17)                       | 816.5 (32.14)                    |
| 平均相對濕度（％）               | 81                               | 79                               | 76                               | 75                               | 71                               | 77                               | 82                               | 83                               | 83                               | 82                               | 81                               | 82                               | 79                               |
| 来源：中国气象数据网             |                                  |                                  |                                  |                                  |                                  |                                  |                                  |                                  |                                  |                                  |                                  |                                  |                                  |

## 政治

### 现任领导
| 机构     | · 中国共产党 · 德阳市委员会 | 德阳市人民代表大会 常务委员会 | 德阳市人民政府    | · 中国人民政治协商会议 · 德阳市委员会 |
| 职务     | 书记                        | 主任                          | 市长              | 主席                                  |
| -------- | --------------------------- | ----------------------------- | ----------------- | ------------------------------------- |
| 姓名     | 刘光强                      | 卢也                          | 黄朝阳            | 何明俊                                |
| 民族     | 汉族                        | 汉族                          | 汉族              | 汉族                                  |
| 籍贯     | 四川省成都市                | 四川省营山县                  | 四川省大竹县      | 重庆市                                |
| 出生日期 | 1971年9月（53歲）           | 1962年5月（63歲）             | 1972年3月（53歲） | 1963年5月（62歲）                     |
| 就任日期 | 2024年11月                  | 2020年1月                     | 2024年11月        | 2021年2月                             |

### 历任领导
| 市委书记 - 张仁樑（1983年8月－1989年10月） - 李永寿（1989年10月－1995年3月） - 严如高（1995年3月－1996年2月） - 亓九才（1996年2月－2001年2月） - 李成云（2001年2月－2006年6月） - 方小方（2006年6月－2011年2月） - 李向志（2011年3月－2015年6月） - 蒲波（2015年6月－2018年1月） - 赵世勇（2018年5月－2019年12月） - 靳磊（2019年12月－2022年7月） - 李文清（2022年7月－2024年11月） - 刘光强（2024年11月－） | 市长 - 常光南（1983年8月－1988年5月） - 严如高（1988年5月－1995年3月） - 米斌（1995年4月－1995年12月） - 张寿昌（1996年1月－1997年11月） - 徐松南（1997年11月－1999年1月） - 吴勉坚（1999年1月－2002年2月） - 方小方（2002年2月－2006年11月） - 冷刚（2006年11月－2008年5月） - 陈新有（2008年5月－2015年4月） - 赵辉（2015年4月－2018年6月） - 何礼（2018年7月－2021年7月） - 刘光强（2021年7月－2024年11月） - 黄朝阳（2024年11月－） |

### 行政区划
德阳市下辖2个市辖区、1个县，代管3个县级市。
- 市辖区：旌阳区、罗江区
- 县级市：广汉市、什邡市、绵竹市
- 县：中江县

此外，德阳经济技术开发区是德阳市设立的国家级经济技术开发区。

## 人口
2022年末，全市常住人口346.1万人，比上年末增加0.2万人，其中城镇人口199.4万人，乡村人口146.7万人。 常住人口城镇化率57.6%，比上年末提高0.5个百分点。
根据2020年第七次全国人口普查，全市常住人口为3,456,161人。同第六次全国人口普查的3,615,758人相比，十年共减少了159,597人，下降4.41%，年平均增长率为-0.45%。其中，男性人口为1,736,923人，占总人口的50.26%；女性人口为1,719,238人，占总人口的49.74%。总人口性别比（以女性为100）为101.03。0－14岁的人口为451,296人，占总人口的13.06%；15－59岁的人口为2,112,656人，占总人口的61.13%；60岁及以上的人口为892,209人，占总人口的25.82%，其中65岁及以上的人口为699,883人，占总人口的20.25%。居住在城镇的人口为1,934,382人，占总人口的55.97%；居住在乡村的人口为1,521,779人，占总人口的44.03%。

### 民族
全市常住人口中，汉族人口为3,425,599人，占99.12%；各少数民族人口为30,562人，占0.88%。与2010年第六次全国人口普查相比，汉族人口减少180,977人，下降5.02%，占总人口比例下降0.63个百分点；各少数民族人口增加21,380人，增长232.85%，占总人口比例增加0.63个百分点。

## 交通

### 铁道

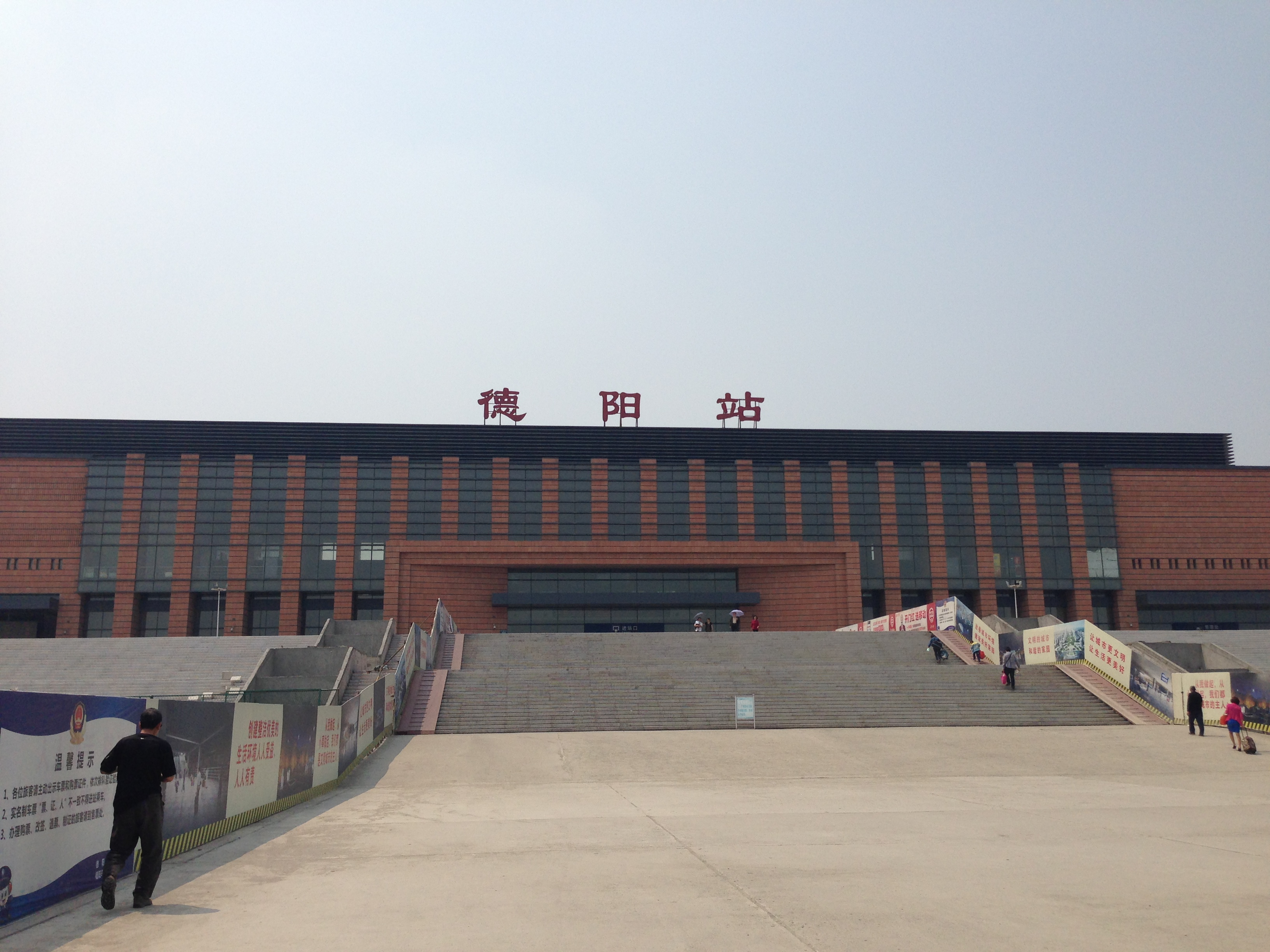
德阳站

#### 既有线
- 宝成铁路：德阳站
- 川青铁路建设中，设有：绵竹南站-什邡西站-三星堆站
- 无客运服务:达成铁路（本市境内不设客运站）、广岳铁路、德天铁路（均为专用铁路）

#### 高速线
- 西成客运专线：罗江东站-德阳站-广汉北站

### 长途汽车客运站
- 旌阳区：德阳汽车北站、德阳汽车南站

### 道路

#### 高速公路
成绵高速公路、成德南高速公路、成什绵高速公路、 成都第二绕城高速公路

##### 建设中或计划中
成都第三绕城高速公路、遂德阿高速公路

#### 国道
108国道、 350国道

### 机场
德阳本市无民用机场。南距成都双流国际机场50公里，北距绵阳南郊机场40公里。

## 经济
德阳是中国重大装备制造业基地、国家首批新型工业化产业示范基地和四川省第二大工业城市。拥有中国二重、东方电机、东方汽轮机、宏华石油等一批国内一流、世界知名的重装制造企业。德阳重大装备制造业集群在中国乃至世界都具有巨大的影响力，全国60%以上的核电产品、40%的水电机组、30%以上的火电机组和汽轮机、50%的大型轧钢设备和大型电站铸锻件、20%的大型船用铸锻件都是由德阳制造装备，发电设备产量连续多年居世界第一，石油钻机出口居全国第一；食品工业享誉中外，拥有中国名酒剑南春、长城雪茄、冰川时代矿泉水等一批优质品牌，建成了亚洲最大的雪茄烟生产基地；化学工业以磷化工、氯碱化工、钛化工、天然气化工为主，是全国重要的磷化工基地和化肥生产基地；德阳着力培育新能源装备制造战略性新兴产业，大力发展以核电、风力发电、太阳能、潮汐发电、生物能、燃料电池等为重点的新能源装备制造业，被联合国列为清洁技术与新能源装备制造业国际示范城市；新材料、医药等新兴产业快速发展，是国家新材料产业化基地和中药现代化生产基地。德阳经济技术开发区为国家级经济技术开发区。雄厚的工业基础，奠定了德阳在中国西部重要工业城市的地位。
- 机械制造业有：三大重装制造企业中国第二重型机械集团公司（控制上市公司二重重装（SHA：601268））、东方电机厂和东方汽轮机厂；四川宏华石油设备有限公司、四川蓝星机械有限公司、科新机电（SHE：300092）、广汉广达机械设备有限公司、德阳迪泰机械有限公司等。
- 石油、钻机企业:四川宏华石油设备有限公司（HK：0196）
- 化工工业重要企业有：金路集团（SHE：000510）、宏达股份（SHA：600331）、龙蟒集团、川恒股份等。
- 食品工业重要企业有：剑南春、华润蓝剑啤酒、什邡卷烟厂。
- 建材及其它工业重要企业有：四川森普管材股份有限公司、特变电工（德阳）电缆股份有限公司、绵竹市盘龙化建有限责任公司等。

德阳经济发展较快，年产值500万元以上工业企业接近1000家、资产总额达1022亿，2009年，全市实现地区生产总值780.00亿元，同比增长14.4%，固定资产投资746.86亿元，同比增长241.2%，实现社会品零售总额245.8亿元，同比增长22.6%，财政总收入129.64亿元，同比增长32.04%，地方财政收入64.99亿元，其中一般预算收入31.88亿元，城镇居民人均可支配收入达到16349元，农村居民人均纯收入达到5625元，四川省200强乡镇中，德阳占51个。 
德阳经济的特征是县域经济比较发达，其下辖的旌阳区、绵竹市、什邡市、广汉市以前均为四川省经济综合实力“十强县”，因受特大地震影响，2008年度绵竹和什邡的经济总量负增长30%以上，连同广汉市均未能进入当年四川十强县。德阳一区五县在四川省2008年县级经济中的排位分别是旌阳（8）、广汉（13）、什邡（19）、绵竹（34）、中江（56）、罗江（95）。随着灾后重建的进行，德阳经济加速复苏，绵竹，什邡，广汉有望在2011年全部重返四川十强县之列。前身为广汉市工业开发小区的德阳高新技术产业园区2015年升级为国家高新技术产业开发区，在2014年高新技术产业占44.5%。

## 教育
有各类学校663所，在校学生52.81万人，专任教师26647人。其中：普通高校7所(中国民用航空飞行学院等)，在校普通本（专）科学生5.1万人，增30.10%；普通中学211所，在校生18.79万人；小学405所，在校生24.08万人。学龄儿童入学率99.15%。

## 物产
- 中国名酒剑南春产自德阳的绵竹市。
- 德阳的主要特产有天府花生、德阳酱油、广汉缠丝兔、黄许松花皮蛋、什邡板鸭、罗江豆鸡、中江挂面、孝泉果汁牛肉等，绵竹年画是中国四大年画之一。

## 名胜古迹
- 庞统白马寺
- 罗江万佛寺
- 蓥华山
- 三星堆遗址
- 德阳孔庙
- 德阳艺术墙
- 李冰陵墓
- 庞统祠墓
- 黄继光纪念馆

### 全国重点文物保护单位
- 三星堆遗址
- 德阳文庙
- 剑南春酒坊遗址
- 塔梁子崖墓群
- 庞统祠墓
- 雒城遗址
- 中江北塔
- 龙护舍利塔
- 龙居寺中殿
- 慧剑寺

## 友好城市
- 日本东广岛市 1993年10月14日
- 俄羅斯弗拉基米尔州 1994年6月1日
- 美国曼西 1994年9月15日
- 德国西根-维特根施泰因县 1996年8月6日
- 西班牙拉古迪亚市 1997年6月4日
- 芬兰拉赫蒂 2000年9月7日
- 中国淄博市
- 中国株洲市 2010年7月14日
- 中国顺义区 2013年8月1日
- 江陵市 2013年11月28日
- 中国虹口区 1986年9月